# Трозинер, Кристиан Генрих
Кристиан Генрих Трозинер (нем. Christian Heinrich Trosiener; 7 марта 1730, Гданьск, Королевская Пруссия — 17 января 1797, Штутово, Западная Пруссия, Пруссия) — немецкий купец и советник. Дед философа Артура Шопенгауэра по материнской линии.

## Биография
Кристиан Генрих Трозинер родился 7 марта 1730 года в Гданьске, в семье сапожника. Отец Кристиана Генриха Трозинера, Кристиан Трозинер (1693—1767), был сапожником в Старой Шотландии недалеко от Данцига. Семья его отца происходила из герцогства Пруссии, матерью была Анна Мария Трозинер, урождённая Кропп.
Кристиан Генрих Трозинер стал первым известным купцом в семье. Он торговал прежде всего с такими городами, как Варшава, Санкт-Петербург и Москва, а также с Италией и Францией, где он провёл некоторое время в Лионе.
Кристиан Генрих Трозинер был членом гильдии рыбаков с 1764 года и её первым квартирмейстером с 1776 года. Он также был членом Гильдии купцов, а иногда и её председателем. Трозинер стал членом городского совета Гданьска как член Третьего ордена, представляющего средний класс, и занимал несколько должностей в комиссиях, ответственных за школу, строительство и финансовые вопросы. Он также был главой церкви Святого Иоанна, где у семьи была шкатулка.
Примерно с 1763 года Трозинер владел черепаховым домом по адресу Хайлиген-Гейст-Гассе, 81 (сегодня улица Свентего Духа, 111). В 1788 году он арендовал поместье Штуттгоф недалеко от Данцига и в следующем году продал дом в Данциге.
Кристиан Генрих Трозинер умер 17 января 1797 года в селе Штутово, в возрасте 66 лет.

## Семья
С 1763 года Кристиан Генрих Трозинер был женат на Элизабет Леманн (1745—1818), дочери Георга Леманна (ум. 1762) и его жены Сюзанны Конкордии Леманн, урождённой Нейман (род. 1718), у них было пятеро детей:
- Георг Генрих Трозинер (1765)
- Иоганна Трозинер (1766—1838) — в 1785 году вышла замуж за купца Генриха Флориса Шопенгауэра (1747—1805), мать философа Артура Шопенгауэра и писательницы Адели Шопенгауэр.
- Шарлотта Элизабет Трозинер (1768—1828) — вышла замуж за Феликса Рацкого.
- Анна Трозинер (1769—1814) — незамужняя.
- Юлиана Доротея Трозинер (1773—1849) — незамужняя.